# بيل للطائرات
بيل للطائرات (بالإنجليزية: Bell Aircraft)‏ هي شركة سايقة لصناعة الطائرات تأسست في 10 يوليو 1935، في الولايات المتحدة، ويقع مقرها في بوفالو، نيويورك، نيويورك. بنت عدة أنواع من الطائرات المقاتلة للحرب العالمية الثانية وتعد طائرتها بيل إكس-1 الأكثر شهرة، فهي أول طائرة أسرع من الصوت، طورت وإنتجت العديد من الطائرات المروحية المدنية والعسكرية الهامة. كما طورت بيل نظام التحكم رد الفعل لمركبة عطارد (ميركوري) الفضائية، كما طورت طائرة أمريكا الشمالية إكس-15 (X-15)و حزام بيل الصاروخي (بالإنجليزية: Bell Rocket Belt)‏. تم شراء الشركة في عام 1960 من قبل شركة تكسترون، وتعرف اليوم باسم بيل هليكوبتر.